# Posto de Observação Alpha

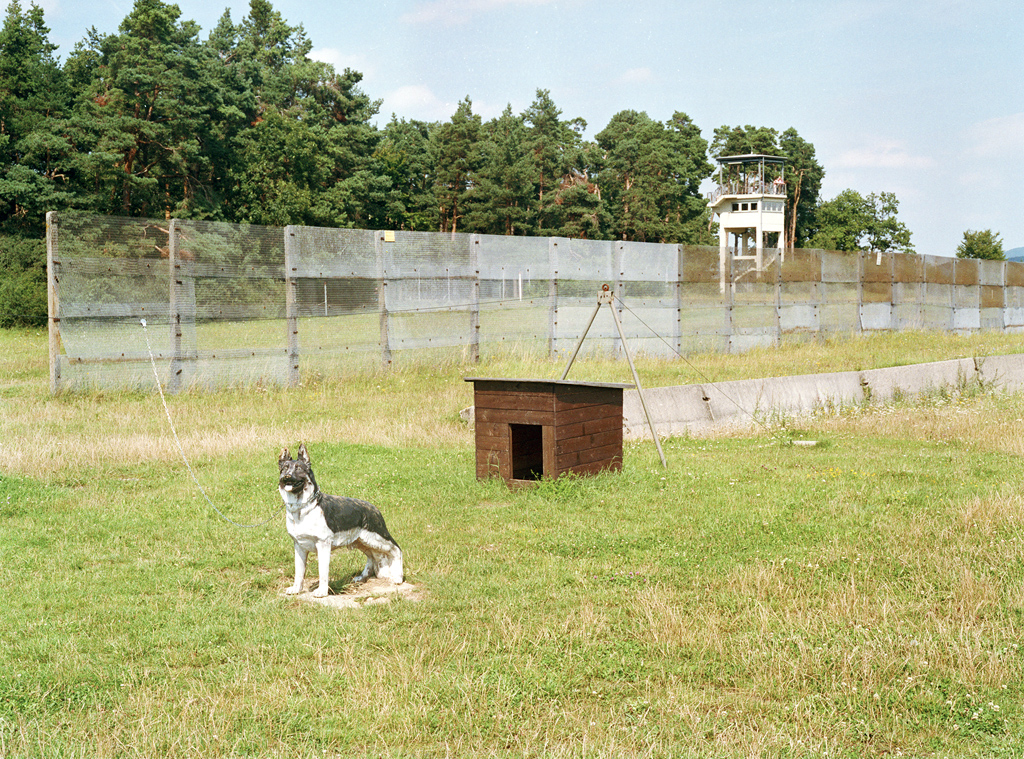
Aspecto do local em agosto de 2007. Fica perto de Rasdorf, em Hesse, na Alemanha Ocidental.

O Posto de Observação Alpha ou Ponto Alpha era um posto de observação construído e utilizado durante a Guerra Fria, situado entre Rasdorf no Estado de Hesse (Alemanha Ocidental) e Geisa, na Turíngia (Alemanha Oriental). Deste posto, agentes ocidentais podiam vigiar o vale de Fulda, considerado como uma das vias principais de uma potencial invasão da Europa Ocidental por parte da União Soviética.
O memorial do Ponto Alpha comemora os 40 anos de existência do posto de observação. Um parte do muro que materializava a fronteira interna alemã e a cortina de ferro durante a Guerra Fria é conservado como memorial da confrontação entre a OTAN e o Pacto de Varsóvia.

## Descrição

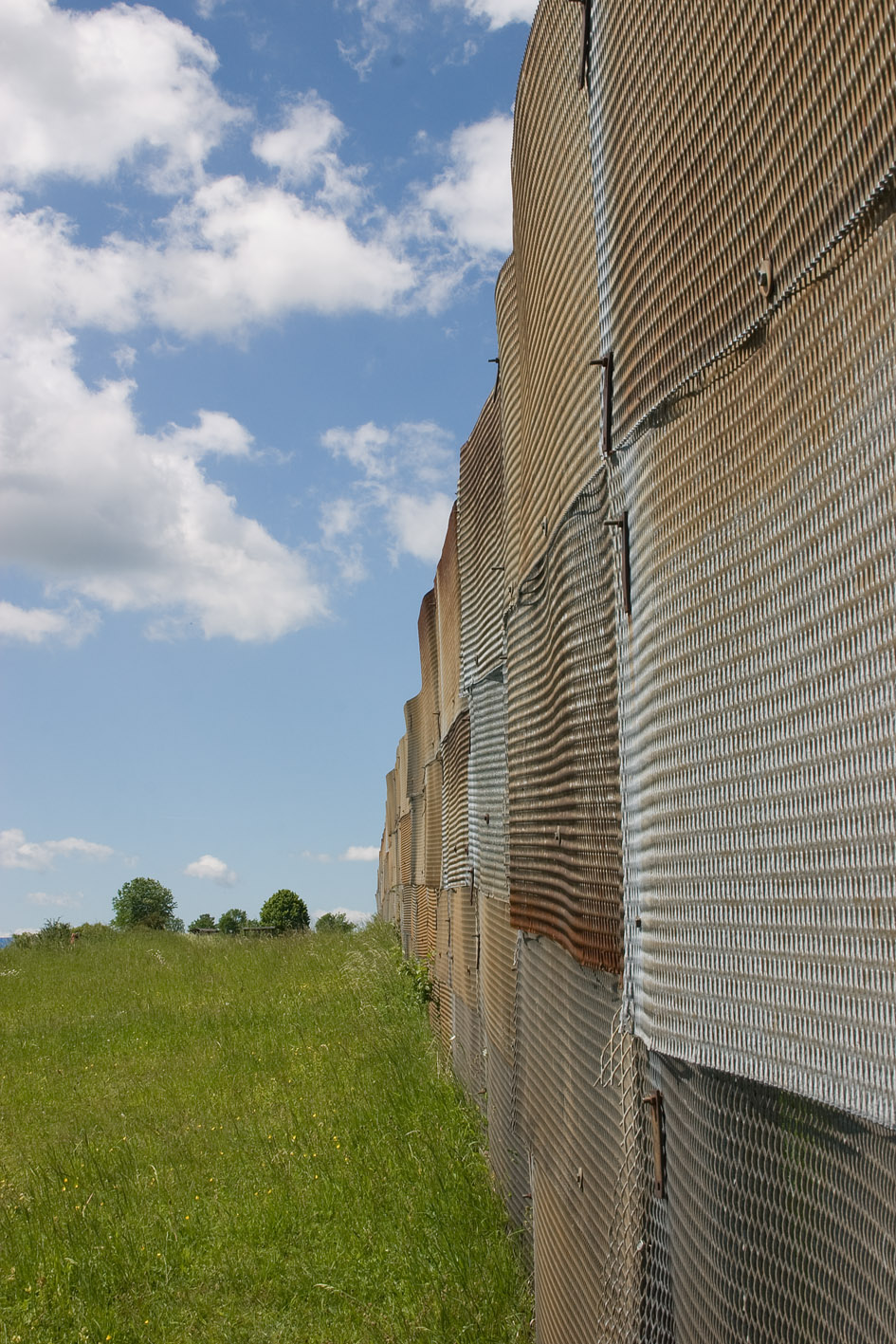
Muro leste-alemão perto do Point Alpha.

O Posto de Observação Alpha era um dos quatro postos de observação dos Estados Unidos ao longo da fronteira interna alemã. Do posto pode ver-se Geisa, a cidade mais ocidental do antigo bloco soviético. O posto está no alto de uma colina de 411 m de altitude e permite ver o vale de Fulda e captar as transmissões de rádio dos soviéticos. Em caso de invasão iminente, a guarnição do Ponto Alpha seria evacuada e o campo de batalha previsto era alguns quilómetros a oeste.

## História

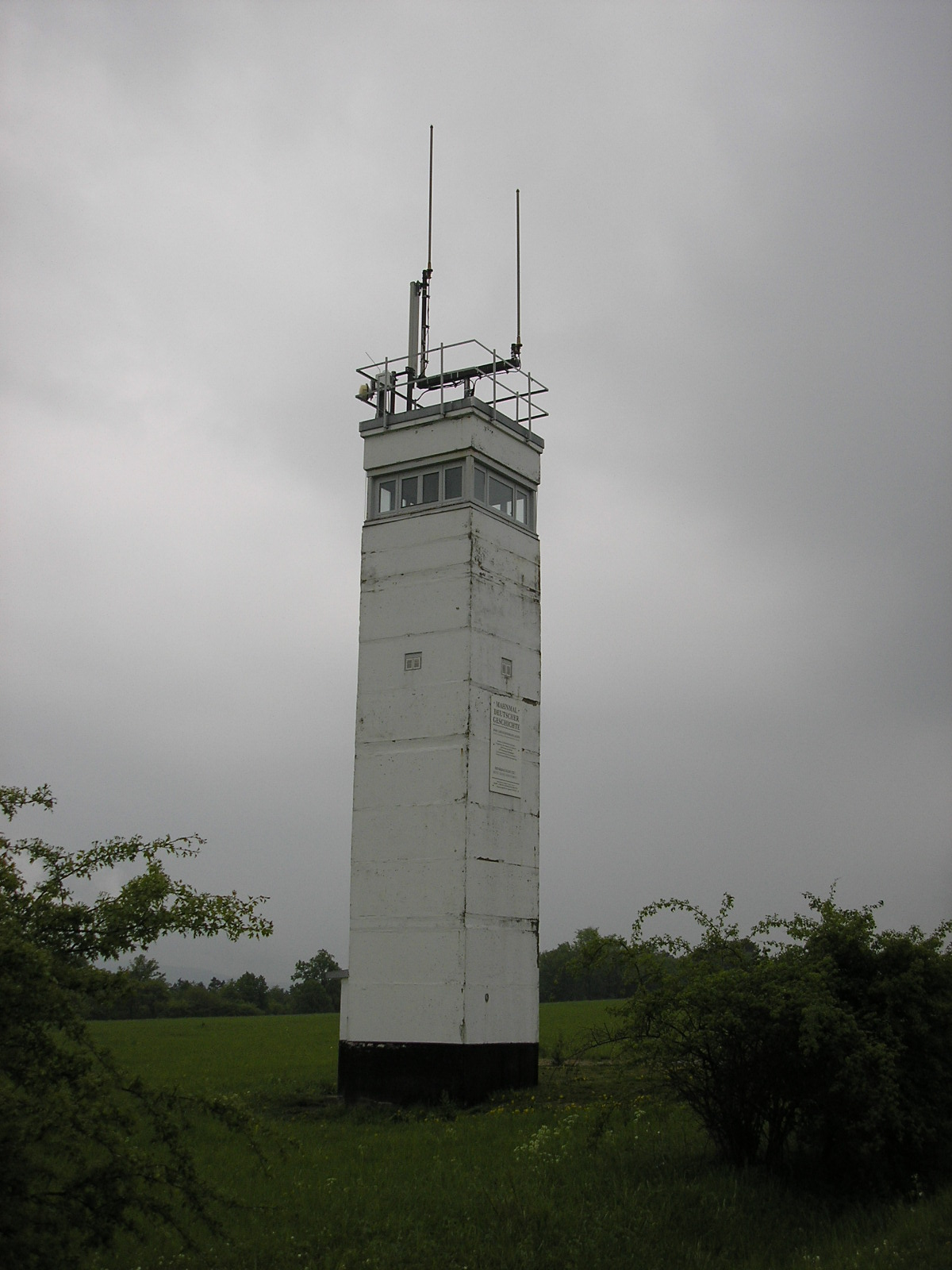
Torre da RDA adjacente ao Ponto Alpha.

- 1962 : Um incidente fronteiriço ocorre perto do futuro Ponto Alpha. Um capitão das Forças Militares de Fronteira da República Democrática Alemã abre fogo sobre membros da polícia de fronteira alemães ocidentais, que respondem e o abatem[1]
- 1965 : A responsabilidade pela vigilância das fronteiras no sector é passada do Exército dos Estados Unidos aos alemães. As estruturas de observação são construídas nos anos seguintes.
- 1968 : O Ponto Alpha torna-se a base do 14.º regimento de cavalaria blindada e a primeira torre de observação, em madeira, é finalizada. É substituída por uma de aço em 1982, e depois por uma de betão em 1985. Esta ainda existe.
- 1972 : O 11.º regimento de cavalaria blindada (Blackhorse Regiment, literalmente « Regimento do cavalo negro ») substitui o 14.º regimento de cavalaria blindada. Em tempo normal, cerca de 40 soldados permaneciam durante quatro semanas no Ponto Alpha. Em momentos de crise, a guarnição passava dos 200 homens.
- 1991 : Como o desaparecimento da República Democrática Alemã no ano anterior, o exército dos Estados Unidos retira-se.

Depois da reunificação da Alemanha, em vez de se destruir o posto foi decidido mantê-lo como memorial e desde 1995, é um lugar sob protecção histórica. Ainda no mesmo ano a Associação Rhön Point Alpha foi criada com o apoio do Länd da Turíngia.

### Liens externes
- «Página web do memorial» (em alemão e inglês)